# Эль-Каср
Эль-Каср (араб. القصر‎) — деревня в Египте, расположенная в оазисе Дахла в мухафазе Вади-эль-Гедид.
В настоящее время Эль-Каср представляет собой полуразрушенную деревню с сокращающимся населением.

## История
Эль-Каср в прошлом был центром оазиса Дахла. Здания в Эль-Касре высокие, и построены в городском стиле.
Как и другие древние деревни оазиса (например Балат), Эль-Каср имеет типичные черты исламской пустынной оборонительной архитектуры, и представляет собой компактную крепость с концентрическими и радиальными улицами, плотно застроенную домами и окружённую стенами из глиняного кирпича.